# Skellig Michael
Die Insel Skellig Michael (irisch: Sceilg Mhichíl, dt. „Michaels Felsen“), die auch unter dem Namen Great Skellig bekannt ist, beherbergt eines der bekanntesten mittelalterlichen Klöster Irlands. Es ist schwer zugänglich.
Es wurde wahrscheinlich im 7. Jahrhundert auf der steilen, felsigen Insel, die etwa 12 Kilometer von der Küste Kerrys entfernt liegt, gegründet. Skellig Michael ist etwa 22 Hektar groß, der höchste Punkt liegt mit 217 Metern auf dem Südgipfel (South Peak). In fast gleicher Höhe (ca. 180 m ASL), aber auf dem benachbarten Nordgipfel befindet sich die kleine ehemalige Mönchssiedlung, die über 618 Stufen einer Steintreppe ohne Geländer erreichbar ist. An den mit spärlichem Grün und Kräutern aus der Zeit der Mönchsbesiedlung bewachsenen Hängen der Insel können beim Aufstieg je nach Jahreszeit auch Papageitaucher beobachtet werden.
Neben Great Skellig gibt es noch die 7 Hektar große Insel Little Skellig, die etwas näher an der Küste liegt und auf der mit etwa 27.000 Brutpaaren eine der größten Basstölpelkolonien der Welt beheimatet ist. Der Felsen Blue Man’s Rock liegt nur wenige Meter vor der Südostküste.
Täglich pendeln Boote zwischen dem Festland und Skellig Michael, die interessierten Touristen den Besuch des Klosters ermöglichen, sofern es das Wetter zulässt, da das Anlegen und Aussteigen am felsigen Kai selbst bei ruhiger See nicht ungefährlich ist. Auf dem Weg dorthin wird auch Little Skellig nah umfahren. Die Vogelinsel darf nicht betreten werden.

## Geschichte
Die Mönche lebten in kleinen Zellen, die sie als Steinhütten (in Irland beehive huts „Bienenkorbhütten“ genannt) oberhalb steil abfallender Klippen in traditionell irischer Trockenmauerbauweise ohne Mörtel errichteten. Die gesamte Anlage ist sehr spartanisch eingerichtet, Trinkwasser wurde in Zisternen gesammelt. Auf der windabgewandten Seite des Felsens hatten die Mönche kleine Gartenbeete eingerichtet, in denen sie Gemüse und Kräuter zogen. Auch heute noch sind in tieferliegenden Felsspalten typische Gartenkräuter zu finden. Über das Leben der wenigen Mönche ist sehr wenig überliefert. Vermutlich waren es genau zwölf Mönche und ein Abt, um so die Gemeinschaft der zwölf Apostel nachzubilden. Auf dem besonders schroff abfallenden und für Touristen nicht zugänglichen Südgipfel befand sich eine kleine Einsiedelei.
823 erlebte Skellig Michael einen Ansturm der Wikinger, widerstand diesem nach Meinung von Experten aber. Gegen 1000 wurde eine neue Kapelle auf dem Gelände errichtet. Etwa ein Jahrhundert später gaben die Mönche Skellig Michael auf und zogen nach Ballinskelligs um. Gegen 1500 wurde die Insel aber ein Ziel regelmäßiger Wallfahrten. 1826 erhielt Skellig Michael zwei Leuchttürme, einer davon, der obere, wurde allerdings 1870 bereits wieder aufgegeben. 1986 begann die Restaurierung der Mönchssiedlung, die 1996 auf die Liste des UNESCO-Weltkulturerbes gesetzt wurde.
Die Abgeschiedenheit von Skellig Michael hat bis zur Veröffentlichung des Star-Wars-Films Star Wars: Das Erwachen der Macht große Besucherströme abgeschreckt, was auch zur guten Erhaltung beigetragen hat. Inzwischen ist die Insel durch Touristen so überlaufen, dass die Fauna in Mitleidenschaft gezogen wurde und Bereiche abgesperrt werden mussten. Erreichbar ist sie bei gutem Wetter z. B. mit etwa 13 Personen fassenden Motorbooten vom Fischerdörfchen Portmagee aus, das gegenüber von Valentia Island liegt. 
Durch den Besucherandrang sind die Boote allerdings eine Saison im Voraus ausgebucht. In Portmagee befindet sich auch das von der EU geförderte „Skellig Experience Centre“, das weitere interessante Fakten über Skellig Michael vermittelt. 
Seit April 2024 ist die Insel Teil des Nationalparks Kerry Seas.

## Skellig Michael in der Kunst
Die Insel ist einer der Schauplätze im historischen Kriminalroman um die Nonne Fidelma Tod im Skriptorium von Peter Tremayne. Die Insel war ein Drehort für die Filme Star Wars: Das Erwachen der Macht und Star Wars: Die letzten Jedi und diente darin als Kulisse für das Versteck von Luke Skywalker. Da in der mittelalterlichen Klosteranlage keine Dreharbeiten möglich waren, wurde diese für weitere Aufnahmen auf dem Festland auf der Dingle-Halbinsel ansatzweise nachgebaut. Lieder mit dem Titel „Skellig“ wurden 1987 von der irischen Band Clannad und 1997 von der kanadischen Sängerin Loreena McKennitt veröffentlicht. Im Kloster Skellig spielt
auch ein Teil der Handlung des frühmittelalterlichen Romans Le remords de Dieu von Marc Paillet.
Der britische Singer-Songwriter David Gray veröffentlichte 2021 ein Studioalbum mit dem Titel Skellig, das ein Foto von Skellig Michael auf dem Cover trägt. Auf dem Album befindet sich ein gleichnamiger Titel, der das Leben der Mönche und ihre Beweggründe thematisiert.

## Fotogalerie

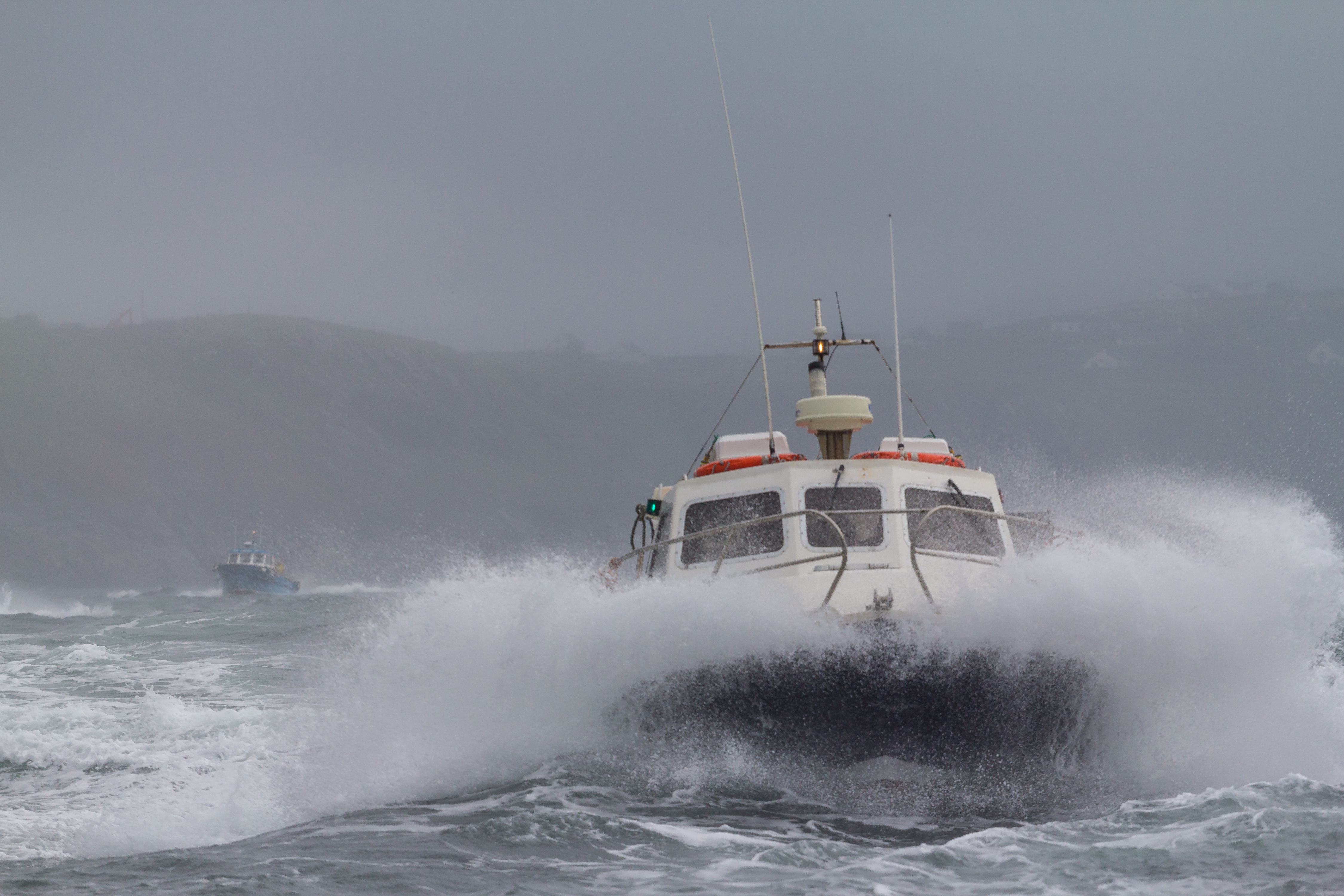
Boote von Portmagee zu den Skelligs
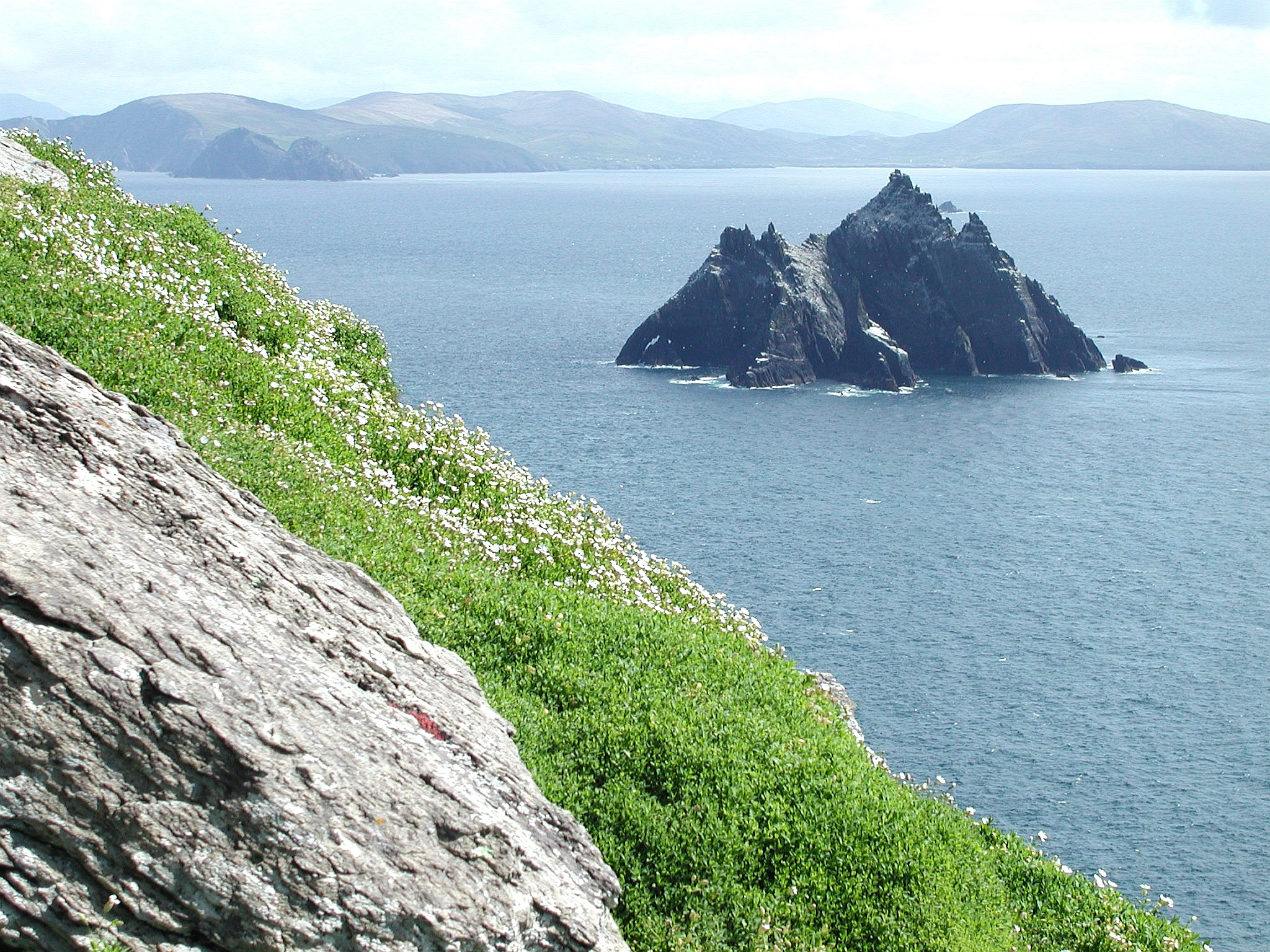
Blick von Skellig Michael auf Little Skellig und das Festland
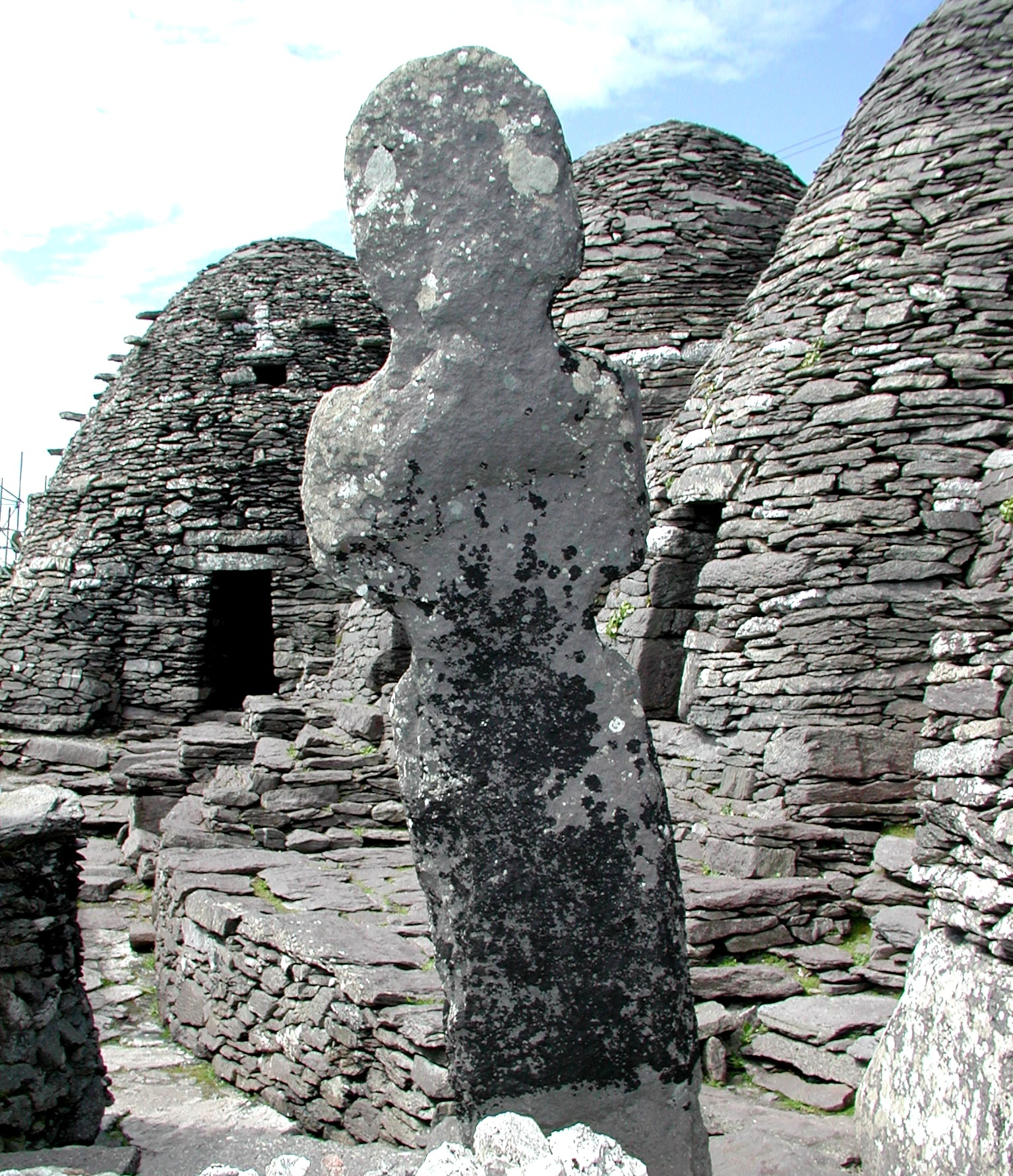
Teilansicht der frühchristlichen Klosteranlage auf Skellig Michael mit den typischen Bienenkorbhütten aus Granit und einem alten Hochkreuz
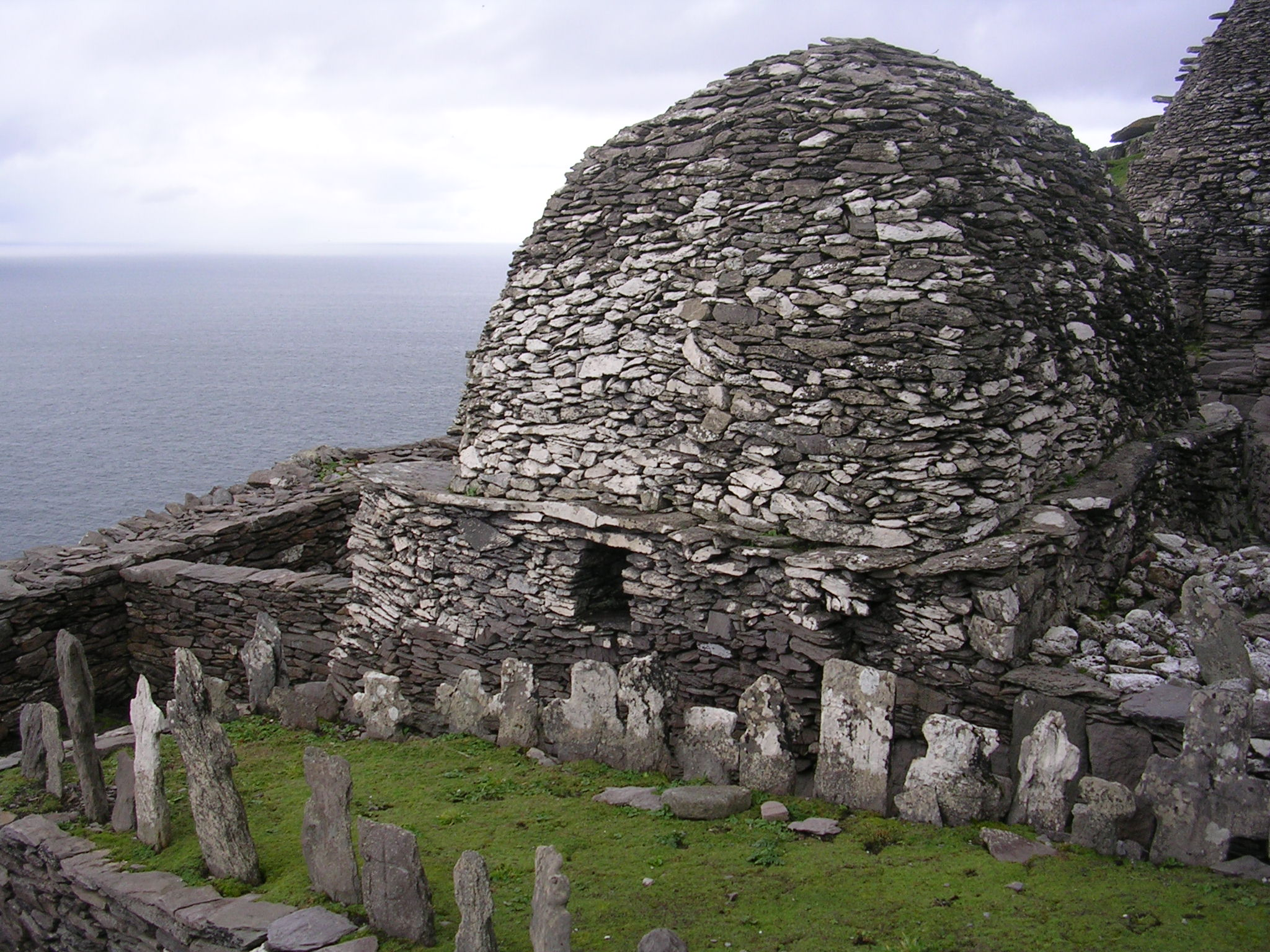
Klosterfriedhof auf Skellig Michael
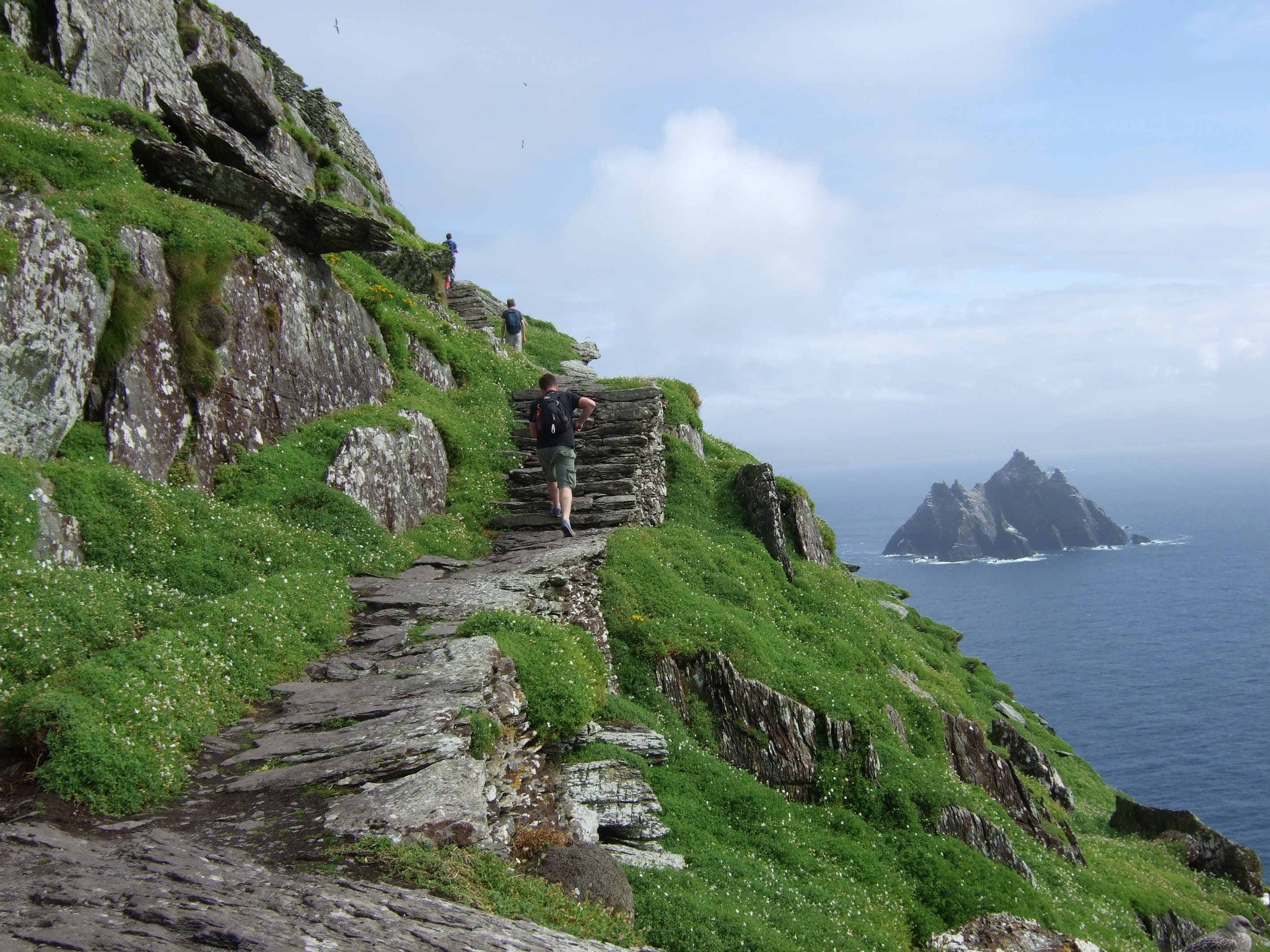
Treppe zum Kloster mit Blick auf Little Skellig